# كروس أوفر (موسيقى)

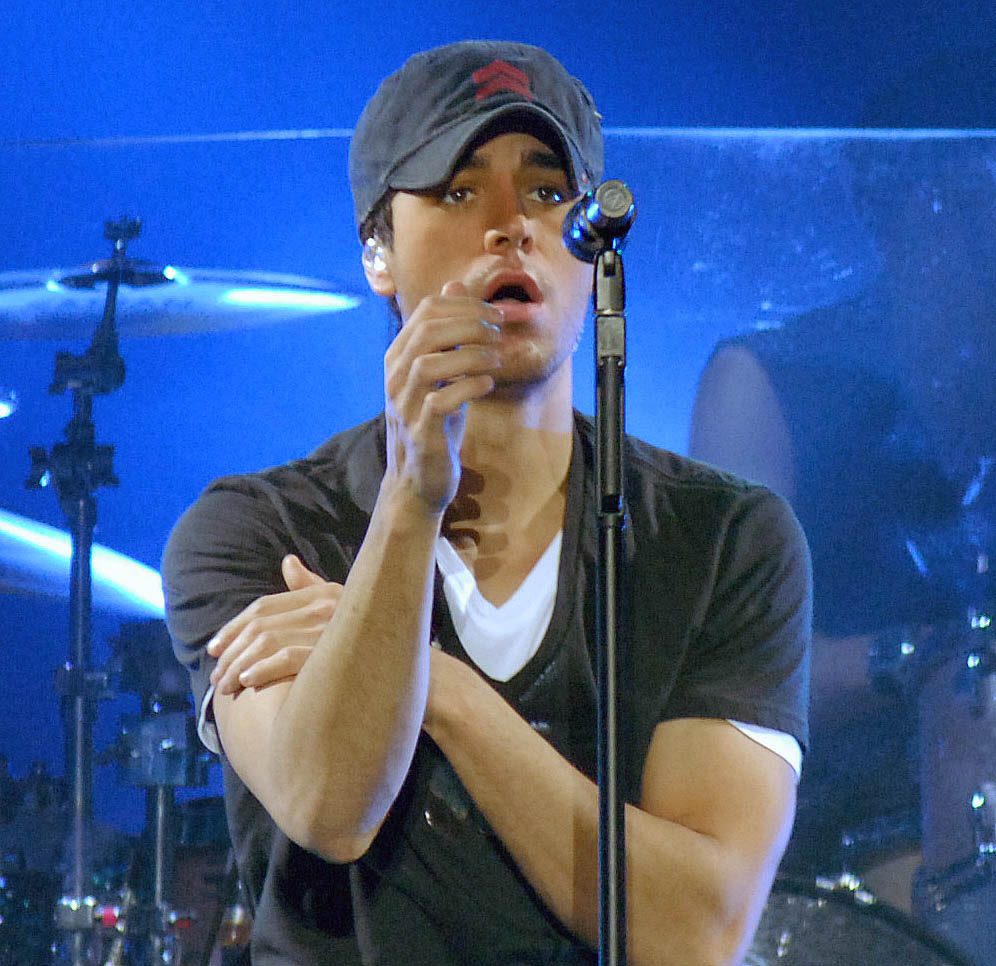

كروسوفر  هو مصطلح يستخدم في المجال الموسيقي يعني التهجين، أي مزيج بين نمط واحد من الموسيقى أو أكثر (مثال الجاز و الروك أو الموسيقى اللاتينية). فهو يعد ممارسة شائعة في عالم صناعة الموسيقى. في بعض الأحيان، يمكن أن يكون لمصطلح «كروس أوفر» دلالات سلبية مرتبطة بالاعتماد الثقافي، ما يعني التخفيف من الصفات المميزة للموسيقى للاستجابة للأذواق الجماعية. ففي السنوات الأولى من موسيقى الروك أند رول، تم تسجيل العديد من الأغاني التي أصدرها موسيقيون أمريكيون من أصل أفريقي مع تغيير في الكلمات وبأسلوب أكثر خفة من قبل فنانين بيض مثل بات بوون. و كانت تحظى هذه الأغاني بشعبية واسعة وتصل إلى جمهور أوسع بكثير.

## اتظر أيضاً
- موسيقى العالم